# Зайденберг, Виктор Лазаревич
Виктор Лазаревич Зайденберг (род. 22 июня 1949, Москва) — российский футбольный тренер, функционер. Заслуженный тренер России (1996).
Играл в командах «Луч» Владивосток и «Динамо» Горький. С 1980 года — тренер, работал с командами, игравшими в первенстве Горьковской области. Окончил Всесоюзный юридический заочный институт (1986), был юристом в совхозе имени 60-летия СССР (Кстовский район), где организовал футбольную команду, которая на турнире по мини-футболу в Оренбурге, проводившемся на травяных полях, заняла второе место. Работал в сборной СССР по мини-футболу с главным тренером Семёном Андреевым.
В 1992 году на основе совхозной команды «Союз» создал мини-футбольный клуб «Крона», который стал тренировать. В сезонах 1994/95, 1997/98,1998/99 команда играла в высшей лиге. После окончания сезона-2000/01 Зайденберг перенёс инфаркт и на время был вынужден прекратить спортивную работу.
В 2003—2004 (2002—2006) годах — главный тренер команды «Динамо-Машиностроитель» / «Динамо» Киров, в 2006—2007 годах — старший тренер Академии футбола (Нижний Новгород). В 2008 году — тренер и с 27 июня — главный тренер «Химика» Дзержинск. В сезонах 2009—2011/12 — президент ФК «Нижний Новгород», в сезоне-2010 — главный тренер команды (3 место в первом дивизионе; старший тренер Александр Григорян заявлял, что именно он, а не Зайденберг руководил тренировочным процессом). С 2012 года — спортивный директор «Химика».
От партии «Гражданская сила» выдвигался на выборах губернатора Нижегородской области (2014), но ему было отказано в регистрации. Вошёл в общую часть списка партии на выборах в Законодательное собрание Нижегородской области (2016), результат «Гражданской силы» — последнее, 11 место.